# Usina Nuclear de Ringhals
A Central nuclear de Ringhals ou Usina nuclear de Ringhals – em sueco Ringhals kärnkraftverk – é uma unidade de produção de energia elétrica localizada na costa sueca do estreito do Categate, a 20 km a norte da cidade de Varberg, e a 60 km a sul de Gotemburgo.
Dispõe de quatro reatores, dos quais dois estão em funcionamento - R3 (1981-) e R4 (1984-), e dois foram encerrados definitivamente - R1 (1976-2020) e R2 (1975-2019).